# عفونت گردن رحم
سرویسیت یا التهاب گردن رحم (به انگلیسی: Cervicitis) به معنی التهاب در گردن رحم (سرویکس) می‌باشد. این بیماری اغلب از بیماری‌های آمیزشی زنان است و علل عفونی دارد ولی گاه علل غیر عفونی مانند حساسیت به مواد اسپرم کش یا سرطان و یا استفاده از قرص ضد بارداری دارد. سن شیوع بیماری سنین باروری است البته ممکن است در هر سنی اتفاق بیفتد.
تشخیص ان با معاینه واژینال توسط متخصص زنان و کشت جهت گنوره( سوزاک) و کلامیدیا و تست پاپ اسمیر تین پرب با  HPV 
می باشد.
درمان وابسته به عامل ایجادکننده است مانند کلامیدیا، نایسریا گونوره‌آ، تریکوموناس واژینالیس، هرپس سیمپلکس و مایکوپلاسما ژنیتالیوم .